# Dimitri Kirsanoff
Marc David Kaplan, dit Dimitri Kirsanoff, est un réalisateur français, né le 6 mars 1899 à Tartu dans l'Empire russe (maintenant en Estonie), et mort le 11 février 1957 à Paris 8e.

## Biographie
Dimitri Kirsanoff est violoniste dans l'orchestre du Ciné-Max-Linder à Paris, 24 boulevard Poissonnière, pour la projection des films muets. 
Il travaille régulièrement en marge de l'industrie cinématographique française. Que ce soit par le mode de financement assez particulier de films d'amateurs ou bien par le genre et les formats utilisés, sa filmographie se montre des plus hétéroclites, alors que le cinéaste use longtemps d'un style très personnel et de motifs récurrents. Devenu un peu marginal dans le cinéma français, Dimitri Kirsanoff n'en demeure pas moins un des maillons de cette période allant de la fin du cinéma muet à l'avènement de la Nouvelle Vague.
Dimitri Kirsanoff épouse Nadia Sibirskaïa, interprète de ses premiers films, notamment muets, puis, en septembre 1939, la monteuse de cinéma Monique Kirsanoff.
Il meurt subitement à l'âge de 57 ans. Il est inhumé au cimetière des Batignolles.

## Filmographie
- 1923 : L’Ironie du destin [muet] avec Nadia Sibirskaïa et Dimitri Kirsanoff
- 1926 : Ménilmontant [muet] avec Nadia Sibirskaïa
- 1927 : Sables [muet] avec Colette Darfeuil
- 1927 : Destin [muet] avec Nadia Sibirskaïa
- 1929 : Brumes d'automne [muet] avec Nadia Sibirskaïa[8]
- 1934 : Rapt avec Dita Parlo - réalisé à partir de La Séparation des races de Charles Ferdinand Ramuz
- 1935 : Les Berceaux - Cinéphonie, avec Ninon Vallin
- 1936 : Visages de France
- 1936 : Jeune fille au jardin - Cinéphonie
- 1936 : La Fontaine d'Aréthuse - Cinéphonie
- 1937 : Franco de port avec Paul Azaïs
- 1938 : La Plus Belle Fille du monde avec Véra Flory
- 1938 : L'Avion de minuit avec Jules Berry
- 1939 : Quartier sans soleil avec Jean Servais
- 1946 : Deux amis - Court-métrage
- 1949 : Fait divers à Paris avec Louis Florencie
- 1950 : Arrière-saison - Court-métrage
- 1951 : Une chasse à courre
- 1953 : Le Témoin de minuit avec Raymond Pellegrin
- 1955 : Le Crâneur avec Dora Doll et Paul Frankeur
- 1956 : Ce soir les jupons volent avec Sophie Desmarets, Brigitte Auber, Silvia Monfort et Eddie Constantine
- 1957 : Miss Catastrophe avec Sophie Desmarets